# Maxwell Root

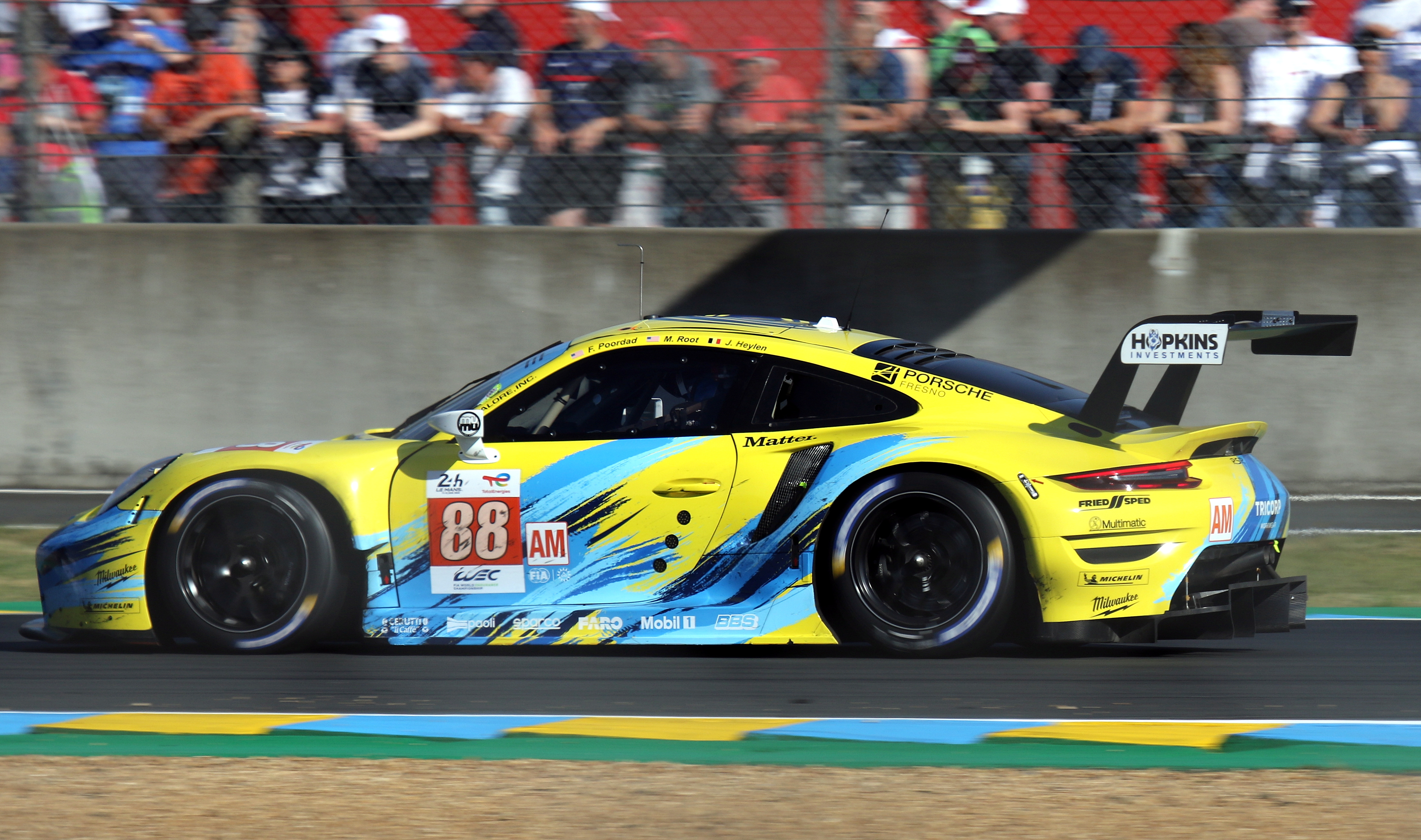
Der von Maxwell Root beim 24-Stunden-Rennen von Le Mans 2022 gefahrene Porsche 911 RSR-19

Maxwell Root (* 15. Februar 1999 in San Diego) ist ein US-amerikanischer Autorennfahrer.

## Karriere als Rennfahrer
Maxwell Root kam 2020 als junger Nachwuchspilot zu seinem Debüt beim 24-Stunden-Rennen von Le Mans. Möglich wurde der Einsatz durch einen zweiten Endrang im US-amerikanischen Porsche GT3-Cup 2019. In Le Mans war er Partner von Richard Heistand und des ehemaligen Corvette-Racing-Piloten Jan Magnussen. Das Trio fuhr einen Ferrari 488 GTE Evo und erreichte den 30. Endrang.

## Statistik

### Le-Mans-Ergebnisse
| Jahr | Team                  | Fahrzeug            | Teamkollege      | Teamkollege   | Platzierung | Ausfallgrund |
| ---- | --------------------- | ------------------- | ---------------- | ------------- | ----------- | ------------ |
| 2020 | JMW Motorsport        | Ferrari 488 GTE Evo | Richard Heistand | Jan Magnussen | Rang 30     |              |
| 2022 | Dempsey-Proton Racing | Porsche 911 RSR-19  | Fred Poordad     | Jan Heylen    | Rang 38     |              |

### Sebring-Ergebnisse
| Jahr | Team               | Fahrzeug          | Teamkollege       | Teamkollege   | Platzierung | Ausfallgrund |
| ---- | ------------------ | ----------------- | ----------------- | ------------- | ----------- | ------------ |
| 2023 | Wright Motorsports | Porsche 911 GT3 R | Alan Brynjolfsson | Trent Hindman | Rang 29     |              |

### Einzelergebnisse in der FIA-Langstrecken-Weltmeisterschaft
| Saison  | Team                  | Rennwagen       | 1   | 2   | 3   | 4   | 5   | 6   | 7   | 8   |
| ------- | --------------------- | --------------- | --- | --- | --- | --- | --- | --- | --- | --- |
| 2019/20 | JMW Motorsport        | Ferrari 488 GTE | SIL | FUJ | SHA | BAH | AUS | SPA | LEM | BAH |
| 2019/20 | JMW Motorsport        | Ferrari 488 GTE |     |     |     | 30  |     |     |     |     |
| 2021    | Team Project 1        | Porsche 911 RSR | SPA | POR | MON | LEM | BAH | BAH |     |     |
| 2021    | Team Project 1        | Porsche 911 RSR | 30  |     |     |     |     |     |     |     |
| 2022    | Dempsey-Proton Racing | Porsche 911 RSR | SEB | SPA | LEM | MON | FUJ | BAH |     |     |
| 2022    | Dempsey-Proton Racing | Porsche 911 RSR | 38  |     |     |     |     |     |     |     |